# Acura RLX
Acura RLX – samochód osobowy klasy średniej-wyższej produkowany przez japoński koncern motoryzacyjny Honda Motor Corporation pod marką Acura od 2013 roku. Pojazd po raz pierwszy zaprezentowano podczas targów motoryzacyjnych w Los Angeles w 2012 roku. Sprzedaż samochodu rozpoczęto w Ameryce 15 marca 2013 roku. Wersję hybrydową pojazdu wprowadzono do produkcji w połowie 2013 roku. Produkcja modelu została zakończona w 2020 roku.

## Stylistyka i wyposażenie
Pojazd cechuje się dynamiczną linią nadwozia z w pełni wykonanym w technologii LED reflektorami przednimi zwanymi Jewel Eye.
We wnętrzu pojazdu umieszczono dwa ekrany dotykowe odpowiadające za sterowanie m.in. systemem multimedialnym, jeden 8- i drugi 9-calowy; trzy strefową klimatyzację z czujnikiem jakości i filtracji powietrza, system audio marki ELS (opcjonalnie KRELL) z 10 głośnikami z łączem Bluetooth, USB oraz interfejsem do iPoda, aktywny tempomat, ABS, układ automatycznego hamowania, podgrzewane i elektrycznie regulowane lusterka zewnętrzne z pochyleniem w dół w trakcie jazdy na biegu wstecznym, elektrycznie regulowane fotele przednie w dwunastu płaszczyznach oraz system P-WAS czyli skrętną tylną oś pojazdu sterowaną niezależnie, poduszki powietrzne oraz boczne kurtyny z systemem AcuraLink informującym o uruchomieniu poduszki powietrznej, śledzącym skradziony pojazd oraz alarmie, a także 18 lub 19-calowe koła z oponami Michelin 245/40 (R19).
Opcjonalnie auto można wyposażyć w pakiety:
- Navigation - system nawigacji z kamerą wsteczną
- Technology - system audio marki ELS z 14 głośnikami i dyskiem twardym z wnętrzem obszytym skórą, czujnik deszczu, elektrycznie składane boczne lusterka, system BSI
- Audio KRELL - system audio marki KRELL z 14 głośnikami oraz dyskiem twardym
- Advance - system ACC, system zapobiegania kolizjom (CMBS) oraz utrzymywania auta na danym pasie ruchu (LKAS), podgrzewane i wentylowane przednie fotele, podgrzewana tylna kanapa, przednie i tylne czujniki parkowania, fotochromatyczne lusterka boczne

## Silniki
Pojazd wyposażono w silnik benzynowy o pojemności 3.5 litra wykonany w technologii VTEC w układzie V6 oraz dysponujący mocą 310 KM i momentem obrotowym 272 Nm wyposażony w system odłączania połowy cylindrów podczas jazdy z niewielkim obciążeniem oraz w 6-biegową automatyczno-sekwencyjną skrzynię zmiany biegów SPORTSHIFT z manetkami zmiany biegów w kierownicy.
W wersji hybrydowej pojazd oprócz benzynowego silnika V6 3.5 VTEC 310 KM posiada trzy silniki elektryczne, które łącznie z silnikiem spalinowym generują moc 370 KM. Wersja ta napędza cztery koła pojazdu poprzez siedmiobiegową dwu sprzęgłową przekładnie automatyczną.
| Wersja              | Silnik:              | Układ zasilania:   | Moc maksymalna:                                                      | Maks. moment obrotowy     | Stopień sprężania  | Napęd              | Skrzynia biegów                                             |                    |
| Silniki benzynowe:  | Silniki benzynowe:   | Silniki benzynowe: | Silniki benzynowe:                                                   | Silniki benzynowe:        | Silniki benzynowe: | Silniki benzynowe: | Silniki benzynowe:                                          | Silniki benzynowe: |
| ------------------- | -------------------- | ------------------ | -------------------------------------------------------------------- | ------------------------- | ------------------ | ------------------ | ----------------------------------------------------------- | ------------------ |
| 3.5                 | V6 3.5 l, DOHC, VTEC | wtrysk bezpośredni | 310 KM przy 6500 obr./min                                            | 272 Nm przy 4500 obr./min | 11,5:1             | przedni            | 6-biegowa automatyczna SPORTSHIFT z manetkami zmiany biegów |                    |
| Napęd hybrydowy:    |                      |                    |                                                                      |                           |                    |                    |                                                             |                    |
| Sport Hybrid SH-AWD | V6 3.5 l, DOHC, VTEC | wtrysk bezpośredni | silnik benzynowy oraz trzy silniki elektryczne o łącznej mocy 370 KM | b.d.                      | b.d.               | SH-AWD             | 7-biegowa automatyczna dwusprzęgłowa DCT                    |                    |